# MZ 1000 S
La MZ 1000 S est une moto dont la gamme S se compose de trois modèles, une sportive, un roadster et une routière sportive, produits par le constructeur allemand  MZ.

## 1000 S

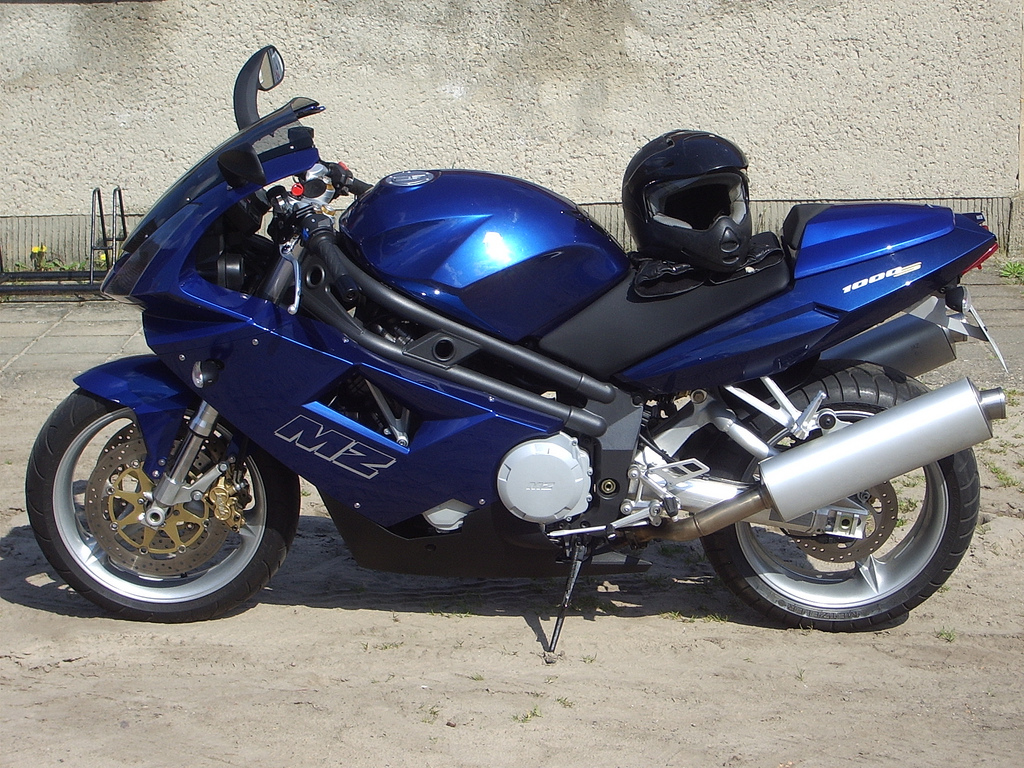
S

La 1000 S est la première de la lignée, elle sort en 2004. Elle veut jouer sur les terres des sportives japonaises.
La fourche est estampillée Marzocchi. Le freinage est assuré par Nissin.
La hauteur de selle peut, en option, être ramenée à 810 mm.

## 1000 SF

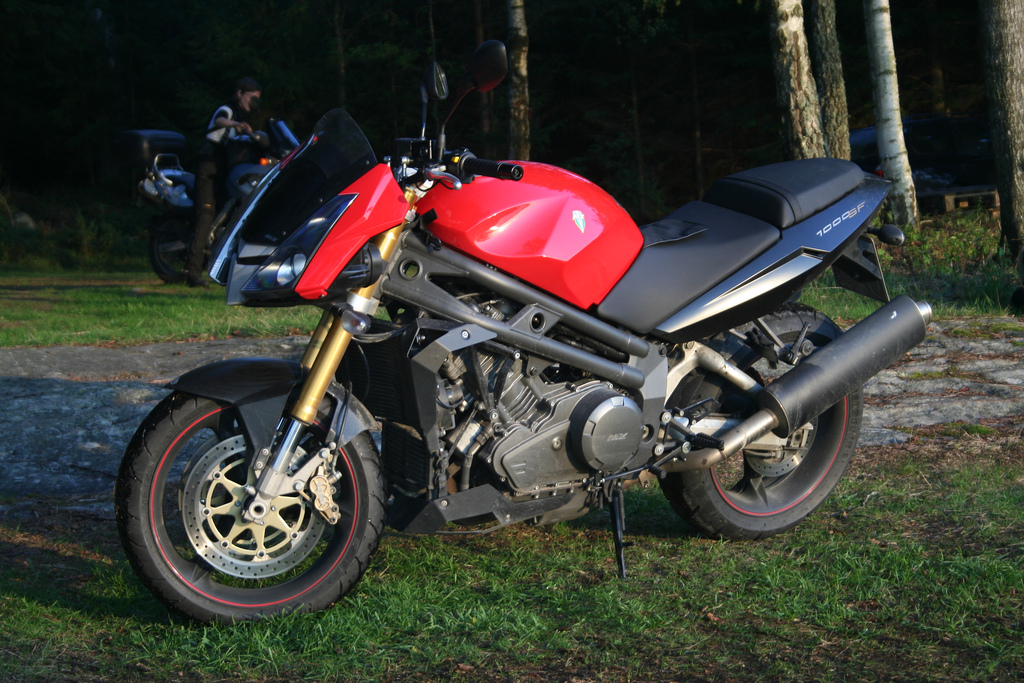
SF

La SF (pour SuperFighter) est présentée en 2005, au salon de Munich. Par rapport à la S, le carénage est remplacé par carénage tête de fourche, le couple est porté à 10 mkg, la transmission finale est plus courte, le poids à sec est ramené à 198 kg, l'échappement de marque Sebring est différent. La puissance redescend à 113 chevaux.
Elle est vendue 9 990 €.
L'usine sort une série limitée à 25 exemplaires de la SF. Elle a les jantes cerclées rouge, des silencieux d'échappement anodisés noir. Le plus étonnant est l'utilisation de particules de céramique issues de la nanotechnologie mélangées dans la peinture, rouge uniquement, du réservoir et du tête de fourche.
Elle est disponible avec le moteur de 117 chevaux de la S, ou celui de la SF standard de 113 chevaux. 
En 2008, MZ sort une nouvelle série limitée à 25 exemplaires, arborant une peinture bleue mat et anthracite, avec un logo MZ sur le réservoir différent. Elle est pourvue de sacoches cavalière souple Touratech.

## 1000 ST

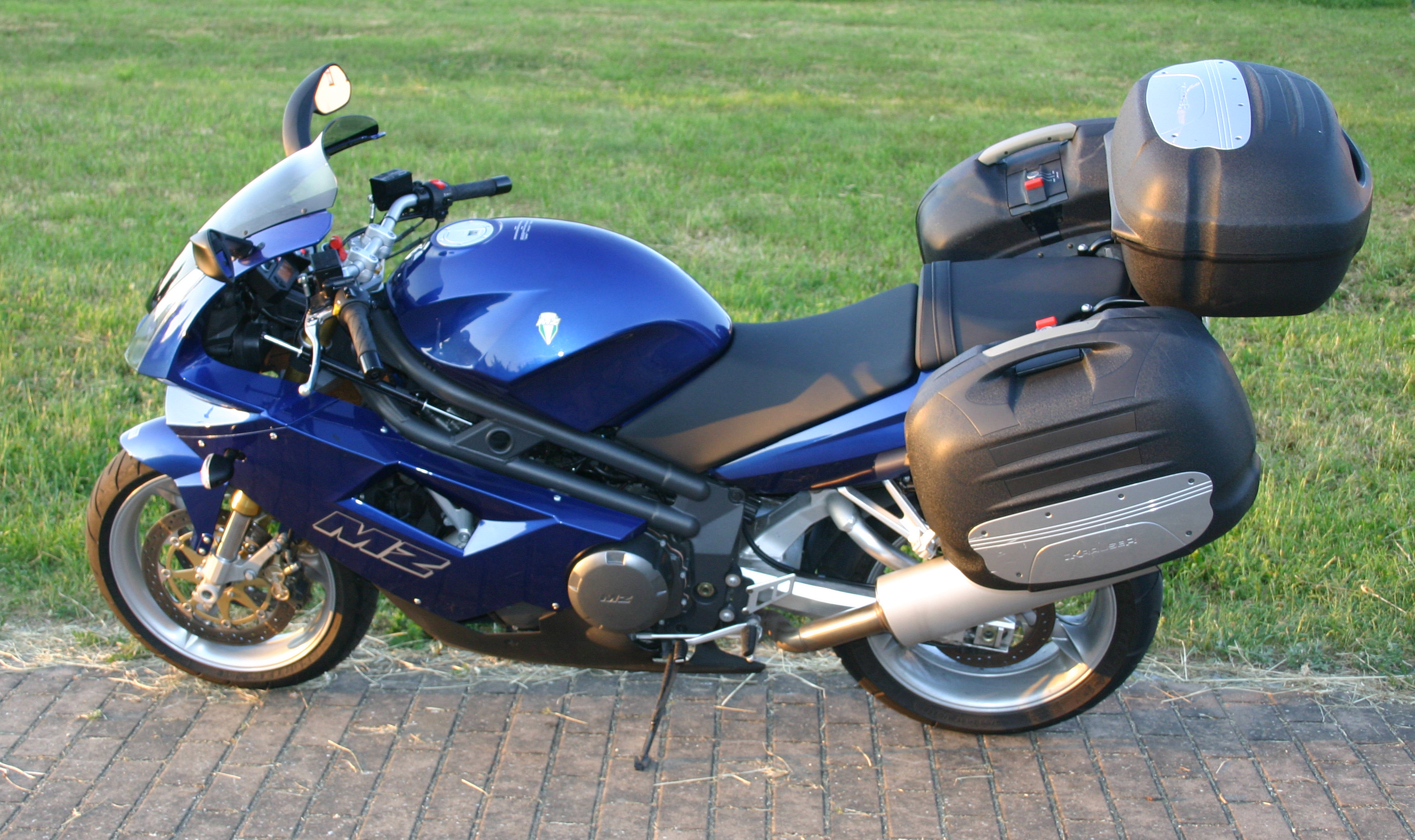
ST

La ST est la voyageuse de la gamme. Elle offre en série un ensemble de deux sacoches et d'un top-case d'une capacité totale de 120 litres. Elle reprend le moteur de 113 chevaux de la SF. Elle est vendue 10 790 €.